# Alain Wicki
Alain Wicki (ur. 6 lipca 1962) – szwajcarski skeletonista, trzykrotny medalista mistrzostw świata oraz zdobywca Pucharu Świata.

## Kariera
Pierwszy sukces w karierze osiągnął w 1982 roku, kiedy zdobył brązowy medal na mistrzostwach świata w Sankt Moritz. W zawodach tych wyprzedzili go jedynie Austriak Gert Elsässer oraz inny reprezentant Szwajcarii - Nico Baracchi. Na rozgrywanych siedem lat później mistrzostwach świata w tej samej miejscowości Wicki zdobył złoto, wyprzedzając Austriaków: Christiana Auera i Franza Planggera. Wywalczył również srebrny medal podczas mistrzostw świata w Sankt Moritz w 1998 roku, ulegając tylko Niemcowi Williemu Schneiderowi. Zdobył również trzy medale mistrzostw Europy: złote w latach 1983 i 1988 oraz brązowy w 1987 roku. Nigdy nie wystąpił na igrzyskach olimpijskich.